# Walter Schläpfer
Walter Schläpfer (* 5. April 1914 in Herisau; † 1. Juni 1991 in Trogen; heimatberechtigt in Herisau) war ein Schweizer Historiker, Bibliothekar, Publizist und Politiker aus dem Kanton Appenzell Ausserrhoden.

## Leben
Walter Schläpfer war ein Sohn von Karl Albert Schläpfer, Tapezierermeister und Gemeinderat, und Anna Bertha Zwicki. Im Jahr 1949 heiratete er Josefina Alice Fässler, Tochter von Johann Baptist Fässler, Bäcker und Wirt. Er besuchte die Kantonsschule Trogen. Bis 1939 absolvierte er ein Studium der Geschichte und Germanistik in Zürich. Von 1941 bis 1979 arbeitete er als Kantonsschullehrer in Trogen. Ab 1948 amtierte er als Prorektor. Ab 1953 bis 1986 war er Kantonsbibliothekar. Er verfasste grundlegende Werke zur Geschichte seines Heimatkantons: Von 1964 bis 1972 war er Mitarbeiter von Band 1 sowie Verfasser von Band 2 der Appenzeller Geschichte. 1978 publizierte er die Pressegeschichte des Kantons Appenzell Ausserrhoden und im Jahr 1984 die Wirtschaftsgeschichte des Kantons Appenzell Ausserrhoden bis 1939. Er war von 1953 bis 1989 Redaktor der Appenzellischen Jahrbücher. Ab 1946 bis 1953 sass er im Gemeinderat von Trogen. Von 1951 bis 1972 war er freisinniger Ausserrhoder Kantonsrat. Von 1957 bis 1970 präsidierte er die Freisinnig-Demokratische Partei Trogen.